# Nusa setosa
Nusa setosa är en tvåvingeart som beskrevs av Joseph och Parui 1993. Nusa setosa ingår i släktet Nusa och familjen rovflugor. Inga underarter finns listade i Catalogue of Life.